# Пјер Алфонс Лоран
Пјер Алфонс Лоран (фр. Pierre Alphonse Laurent; 18. јул 1813 — 2. септембар 1854) био је француски математичар најпознатији по Лорановом реду, развоју функције на бесконачан степени ред, што је генерализација развоја Тејлоровог реда. Рођен је у Паризу, Француска. Његов резултат се налазио у једном мемоару који је пријављен за Велику награду Француске академије наука 1843. године, али је пријава учињена после рока, па рад није објављен нити је био разматран за награду. Лоран је умро са 41 годином у Паризу. Његово дело је објављено тек након његове смрти.